# Enagria ovata
Enagria ovata es una especie de insecto coleóptero de la familia Chrysomelidae.
Fue descrita científicamente en 1854 por Boheman.